# Gasificació

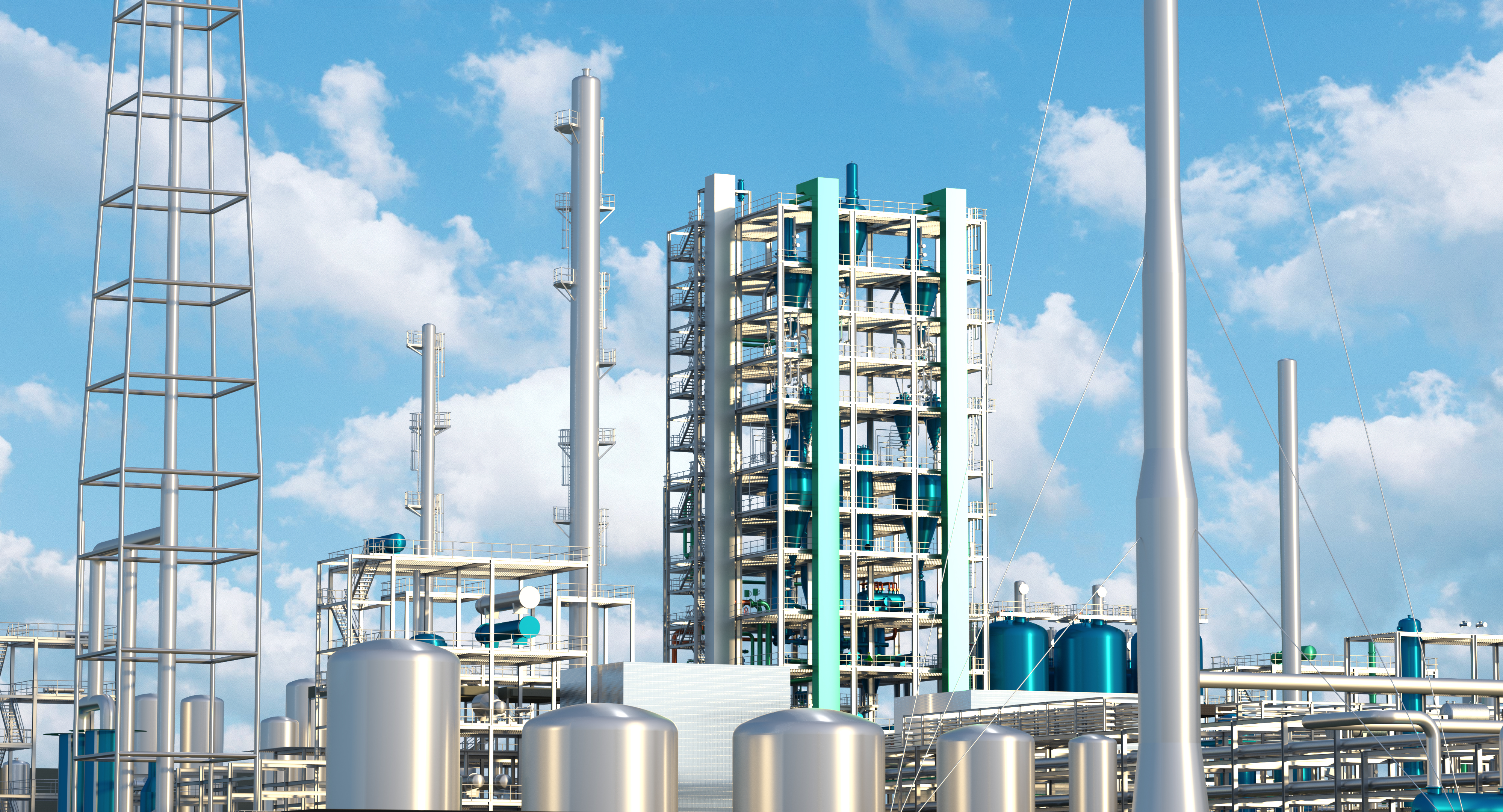
Planta de gasificació a Amsterdam.

La gasificació és el procés que converteix la biomassa o combustible fòssil en monòxid de carboni, hidrogen, diòxid de carboni i metà. Es fa servir aquest procés d'ençà de prop de 180 anys. Això s'aconsegueix fent reaccionar els materials a altes temperatures (>700 °C), sense combustió, amb una quantitat controlada d'oxigen o vapor o les dues coses alhora. La mescla gasosa resultant s'anomena syngas (de l'anglès: synthesis gas o synthetic gas) o producer gas i és també un combustible. L'energia derivada de la gasificació de la biomassa i la combustió del gas que en resulta és considerada com una font d'energia renovable; la gasificació de combustible fòssil derivat de materials com els plàstics no es considera una energia renovable.
L'avantatge de la gasificació és que usant el syngas és potencialment més eficient que la combustió directa del combustible original perquè es pot fer la combustió a temperatures més altes o fins i tot en cèl·lula de combustible amb el límit definit per la regla de Carnot més alt o no aplicable.

## Química
En un gasificador, el material amb carboni experimenta diferents processos:
1. La deshidratació o procés d'assecat ocorre al voltant dels 100 °C. Típicament el vapor resultant es mescla dins del flux de gas i s'implica en les subseqüents reaccions, especialment la reacció aigua-gas vegeu pas #5).
2. La piròlisi (o desvolatilització) ocorre a 200-300 °C. beren els volàtils amb una pèrdua del 70% del pes del carbó.
3. La combustió amb reacció amb l'oxigen i producció principalment de diòxid de carboni i petita quantitat de monòxid de carboni el qual proporciona calor.
4. La gasificació ocorre quan el residu sòlid (char) reacciona amb el carboni i el vapor per produir monòxid de carboni i hidrogen a través de la reacció {\displaystyle {\rm {C}}+{\rm {H}}_{2}{\rm {O}}\rightarrow {\rm {H}}_{2}+{\rm {CO}}}
5. A més la reacció reversible de fase gasosa arriba a l'equilibri químic molt de pressa a les temperatures del gasificador i equilibra les concentracions de monòxid de carboni, vapor, diòxid de carboni i hidrogen. {\displaystyle {\rm {CO}}+{\rm {H}}_{2}{\rm {O}}\leftrightarrow {\rm {CO}}_{2}+{\rm {H}}_{2}}